# フランキー・ナックルズ
フランキー・ナックルズ（Frankie Knuckles）として知られるフランシス・ニコルズ（Francis Nicholls、1955年1月18日 - 2014年3月31日）は、アメリカ合衆国のDJであり、音楽プロデューサーである。ニューヨーク州ブロンクス区出身。1980年代にシカゴのゲイクラブ「Warehouse（ウェアハウス）」でハウスミュージックの源流を作り開発と普及に重要な役割を果たした。1997年、ナックルズは、Remixer of the YearのNon-Classicalでグラミー賞を受賞。ハウスというジャンルを確立し発展させた功績により、ハウスの父と呼ばれている

## 人物
1955年1月18日米国ニューヨーク・ブロンクスでFrankie Warren Knuckles Jr.として生まれる。子供の頃から妹のレコードコレクションのお陰で、多くのジャズを聴いて育ち、1971年に商業芸術と衣装デザインを学ぶ。この数年後、幼なじみのラリー・レヴァンと出会い、二人はニッキー・サイアノのニューヨークのクラブ、ギャラリーで働き始めた。1977年にシカゴに移り、ウェアハウスでDJを始め、ニューヨークのDJスタイルに慣れていない群衆の前でSalsoulとPhiladelphia Internationalのレコードを回した。

## 参考図書
・『そして、みんなクレイジーになっていく 増補改訂版』ビル・ブルースター+フランク・ブロートン著（DU BOOKS、2024年）
・『シカゴ・ハウス大全　－HOUSE MUSICからJUKE/FOOTWORKまで』監修　西村公輝・編集　猪股恭哉（DU BOOKS、2025年）